# Oyedaea
Oyedaea là một chi thực vật có hoa trong họ Cúc (Asteraceae).

## Loài
Chi Oyedaea gồm các loài: